# Fejér Klára
Fejér Klára, Feuer (Budapest, 1911. június 17. – Budapest, 1958. április 28.) Kossuth-díj-as pedagógus, történész.

## Életpályája
Budapesten született Feuer Ignác ügynök és Blum Margit gyermekeként. Apai nagyszülei Feuer Sámuel és Jeremiás Katalin, anyai nagyszülei Blum Márkus és Moskovics Karolina (1854–1917) voltak. A II. világháború előtt gimnáziumban tanított, a háború után a Pedagógusok Szakszervezetében tevékenykedett, 1946-ban az Erzsébet Nőiskola igazgatója lett. 1949-től haláláig az MTA Társadalmi-Történeti Tudományok Osztályának szaktitkári teendőit látta el. Értékes munkásságot fejtett ki mint tankönyvíró: 1948-ban Heckenast Gusztávval, Karácsonyi Bélával és Zsigmond Lászlóval közösen részt vett a 8. osztály számára írott (1957-ig forgalomban lévő) új történelemtankönyv elkészítésében, amiért 1949-ben szerzőtársaival együtt ezüst Kossuth-díjjal tüntették ki.

## Tankönyvei
- Magyarország története az őskortól a szatmári békéig (A gimnáziumok VII., a líceumok és gazdasági iskolák III. osztálya számára). Szerk. Kosáry Domokossal. Szikra, Budapest, 1945. 138 l. (Ideiglenes történelemtankönyv-sorozat)
- Történelem (Általános iskola 8. osztály). Ill. Janovits István. VKM. Budapest, 1948. 255 l. (Általános iskolai tankönyvek.) (Heckenast Gusztávval, Karácsonyi Bélával, Zsigmond Lászlóval).[4]

## Kapcsolódó információk
- p. e.(Pamlényi Ervin): Fejér Klára : 1911-1958. In: Századok, 1958. 913-914. p.